# Třída Hajašio
Třída Hajašio byla třída diesel-elektrických ponorek Japonských námořních sil sebeobrany. Celkem byly postaveny 4 jednotky. První skupinu tvoří dvě jednotky, označené Třída Hajašio. Dalším vývojem ponorky vznikla upravená varianta Třída Nacušio. Dnes jsou již vyřazeny.

## Stavba

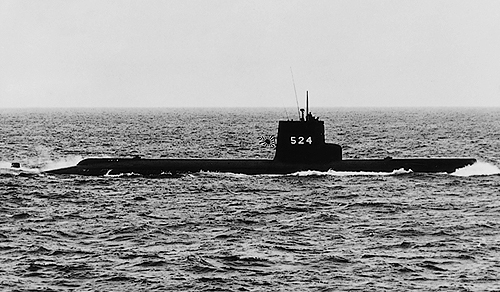
Fujušio (SS-524)

Loděnice Mitsubishi Heavy Industries a Kawasaki Shipbuilding Corporation postavily v letech 1960–1963 celkem 4 jednotky této třídy.
Jednotky třídy Hajašio:
| Jméno            | Založení kýlu    | Spuštěna          | Vstup do služby | Status                    |
| ---------------- | ---------------- | ----------------- | --------------- | ------------------------- |
| Hajašio (SS-521) | 6. června 1960   | 31. července 1961 | 30. června 1962 | vyřazen 25. července 1977 |
| Wakašio (SS-521) | 7. června 1960   | 28. srpna 1961    | 17. srpna 1962  | vyřazen 23. března 1979   |
| Nacušio (SS-523) | 5. prosince 1961 | 18. září 1962     | 29. června 1963 | vyřazen 20. března 1978   |
| Fujušio (SS-524) | 6. prosince 1961 | 14. prosince 1962 | 17. září 1963   | vyřazen 10. června 1980   |

## Konstrukce
Poslední dvě jednotky mají ve srovnání s prvními dvěma určitá zlepšení. Jejich trup byl vyroben z vysokotažné oceli NS 30. Výzbroj ponorek tvoří tři 533mm torpédomety HU-301. Vyhledávací radar byl typu ZPS-2. Trupový sonar prvních dvou jednotek byl JQS-2, JQO-3 a JQO-4 a JQS-2 na posledních dvou jednotkách byl změněn na JQS-3.
Pohonný systém tvoří dva diesely Mitsubishi-Sulzer 6LDA25B, dva alternátory Fuji Electric SG-2 a dva elektromotory Mitsubishi Electric SM-2. Energii uchovávaly baterie. Lodní šrouby jsou dva. Ponorky dosahují rychlosti 11 uzlů při plavbě na hladině a 15 uzlů pod hladinou.